# Mailand–Sanremo 1973
Mailand–Sanremo 1973 war die 64. Austragung von Mailand–Sanremo, einem eintägigen Radrennen. Es wurde am 19. März 1973 über eine Distanz von 288 km ausgetragen.
Das Rennen wurde von Roger De Vlaeminck vor Wilmo Francioni und Felice Gimondi gewonnen.

## Teilnehmende Mannschaften
| Profi-Radsportteams (19)- Brooklyn - G.B.C.-Sony-Furzi - Bianchi-Campagnolo - Rokado-De Gribaldy - Watney-Maes Pils - Molteni - Dreherforte - Gan-Mercier-Hutchinson - Flandria-Carpenter-Shimano - Sammontana - Peugeot-BP-Michelin - BiC - Filotex - Scic - Kas-Kaskol - Zonca - Magniflex - Jollj Ceramica - TI-Raleigh |
| |

## Ergebnis
| Rang | Fahrer             | Team                       | Zeit       |
| ---- | ------------------ | -------------------------- | ---------- |
| 1    | Roger De Vlaeminck | Brooklyn                   | 6h 53' 34" |
| 2    | Wilmo Francioni    | G.B.C.-Sony-Furzi          | + 2"       |
| 3    | Felice Gimondi     | Bianchi-Campagnolo         | + 4"       |
| 4    | Rik Van Linden     | Rokado–De Gribaldy         | + 6"       |
| 5    | Patrick Sercu      | Brooklyn                   | gl. Zeit   |
| 6    | Frans Verbeeck     | Watney–Maes Pils           | gl. Zeit   |
| 7    | Aldo Parecchini    | Molteni                    | gl. Zeit   |
| 8    | Franco Ongarato    | Dreherforte                | gl. Zeit   |
| 9    | Cyrille Guimard    | Gan–Mercier–Hutchinson     | gl. Zeit   |
| 10   | Walter Godefroot   | Flandria–Carpenter–Shimano | gl. Zeit   |